# Canton de Bandraboua
Le canton de Bandraboua est une division administrative française située dans le département de Mayotte et la région Mayotte.

## Histoire
Le décret du 18 mai 1977 crée les communes mahoraises et associe à chaque commune un canton.

## Représentation

### Représentation avant 2015
| Période                                  | Période | Identité          | Étiquette        | Qualité                                       |
| ---------------------------------------- | ------- | ----------------- | ---------------- | --------------------------------------------- |
| 2004                                     | 2011    | M'Hamadi Abdou    | DVD, MDM puis NC | Vice-président du conseil général (2008-2011) |
| 2011                                     | 2015    | Issihaka Abdillah | PS               | Président du SMIAM (depuis 2008)              |
| Les données manquantes sont à compléter. |         |                   |                  |                                               |

### Représentation depuis 2015
| Période élective | Période élective | Mandat | Mandat   | Identité                | Nuance | Nuance | Qualité                                         |
| ---------------- | ---------------- | ------ | -------- | ----------------------- | ------ | ------ | ----------------------------------------------- |
| 2015             | 2021             | 2015   | 2021     | Halima Mdallah Bamoudou |        | LR     | Présidente de la Société immobilière de Mayotte |
| 2015             | 2021             | 2015   | 2021     | Issoufi Hadj Mhoko      |        | LR     | 2ème Vice-président du Conseil départemental    |
| 2021             | 2028             | 2021   | en cours | Nadjima Saïd            |        | DVC    |                                                 |
| 2021             | 2028             | 2021   | en cours | Alain Mouhamadi Sarment |        | DVC    | Ancien conseiller général                       |

À l'issue du 1er tour des élections départementales de 2015, trois binômes sont en ballotage : Halima Mdallah Bamoudou et Issoufi Hadj Mhoko (DVD, 43,68 %), Mariatti Binti El-Anzize et Rahania Madi (PS, 30,33 %) et Echati Moussa Mroivili et Alain M'Hamadi-Abdou Sarment (DVD, 25,99 %). Le taux de participation est de 54,32 % (2 308 votants sur 4 249 inscrits) contre 62,64 % au niveau départemental et 50,17 % au niveau national.
Au second tour, Halima Mdallah Bamoudou et Issoufi Hadj Mhoko (DVD) sont élus avec 45,38 % des suffrages exprimés et un taux de participation de 71,26 % (1 310 voix pour 2 950 votants et 4 140 inscrits).

## Composition
Avant le redécoupage des cantons pour 2015, le canton ne comprenait que la commune de Bandraboua.
Depuis 2015, le canton est composé comme suit :
- dans la commune de Bandraboua, les villages suivants : Bandraboua, Dzoumogne, Bouyouni (les autres villages sont dans le nouveau canton de Mtsamboro) ;
- dans la commune de Koungou, les villages suivants : Longoni, Kangani, Trévani (les autres villages sont dans le nouveau canton de Koungou).

## Démographie

### Démographie avant 2015
| 2002  | 2007  | 2012   |
| ----- | ----- | ------ |
| 7 501 | 9 013 | 10 132 |

### Démographie depuis 2015
En 2017, le canton comptait 19 883 habitants.
| 2017   |
| ------ |
| 19 883 |